# Torneio Municipal de Futebol do Rio de Janeiro
O Torneio Municipal de Futebol do Rio de Janeiro foi uma competição entre os clubes de futebol da cidade do Rio de Janeiro, no Brasil, que tinha então o status de Distrito Federal. Este torneio foi realizado em meados do século XX e era disputado antes do início do Campeonato Carioca, geralmente em nove ou dez rodadas, além de jogos finais em casos de necessidade de desempate. Todas as edições contaram com a participação de todos os quatro grandes clubes do futebol carioca: Botafogo, Flamengo, Fluminense e Vasco da Gama. Participavam do torneio os mesmos clubes que participavam do Campeonato Carioca do respectivo ano.
Em 1996, houve uma competição oficial no Rio de Janeiro com características semelhantes, a Taça Cidade Maravilhosa. De 1991 a 1995, a Copa Rio Estadual teve como uma de suas fases o Campeonato da Capital, que também se assemelha em alguns aspectos, mas era parte integrante de outra competição.
Na edição de 1938, a inscrição gravada na taça era Trophéo Prefeitura do Distrito Federal.

## Artilheiros
- 1938 - Bahiano (Bangu):                               18 gols.
- 1943 - Heleno de Freitas (Botafogo):                  12.[4]
- 1944 - Heleno de Freitas (Botafogo) e Isaías (Vasco da Gama): 10.
- 1945 - Pirillo (Flamengo):                            15.
- 1946 - Heleno de Freitas (Botafogo):                  13.
- 1947 - Friaça (Vasco da Gama):                                13.
- 1948 - Orlando (Fluminense):                          12.
- 1951 - Quincas (Fluminense):                           8.

## Títulos por clube
- Vasco da Gama: 4 vezes.
- Fluminense: 2 vezes.
- Botafogo e São Cristóvão: 1 vez.